# Body To Body (canción)
«Body To Body» (en español: «Cuerpo a cuerpo») es el tercer sencillo del duodécimo álbum de Blue System, Body To Body. Es publicado en 1995 por Hanseatic M.V. y distribuido por BMG. La letra, música, arreglos y producción pertenecen a Dieter Bohlen.

## Sencillos
CD-Maxi Hansa 74321 41315 2(BMG), 1996
1. «Body To Body» (Radio Versión)		3:34
2. «Body To Body» (Maxi Versión)	 5:36
3. «Body To Body» (Instrumental)		3:34
4. «Oh, I Miss You»		 3:32

CD-Maxi Hansa 74321 40109 2(BMG), 1996
1. «Body To Body» (Radio Versión)		3:34
2. «Body To Body» (Maxi Versión)	 5:36
3. «Body To Body» (Club Versión) 6:45
4. «Body To Body» (Instrumental)		3:34

## Créditos
- Composición - Dieter Bohlen
- Producción - Dieter Bohlen
- Arreglos - Dieter Bohlen
- Fotografía - Manfred Esser
- Diseño de carátula - Reinsberg WA Berlin
- Grabación - Jeo and Vox Klang Studios en Jeopark
- Publicación - Warner Chappell / Blue Obsession Music
- Distribución - BMG